# 對立教宗克勉七世
對立教宗克勉七世（1342年—1394年9月16日）原名Robert of Geneva，被反對教宗烏爾巴諾六世的多位法國樞機選為教宗，在羅馬教廷之外另立亞維儂教廷，引至教會大分裂。克勉七世被羅馬天主教會視為「對立教宗」，於1378年9月20日－1394年9月16日期間在位。

## 譯名列表
- 七世
- 七世
- 克雷芒七世